# 百瀬拓実
百瀬 拓実（ももせ たくみ、2002年〈平成14年〉7月26日 - ）は、日本の俳優。千葉県出身。オスカープロモーション所属。男劇団 青山表参道X元メンバー。

## 略歴
- 2018年11月 - 「第31回ジュノン・スーパーボーイ・コンテスト」ファイナリスト[1][2]

## 出演

### テレビドラマ
- この恋イタすぎました #8「稲村亜美の〝情緒不安定男〟」(2022年11月4日、日本テレビ) - 情緒不安定男 役
- あざとくて何が悪いの?（2023年2月26日、テレビ朝日） - ドラマ出演
- ママはバーテンダー〜今宵も踊ろう〜（2023年1月19日 - 3月9日、BS-TBS） - 新川千広 役[3]
- 君には届かない。（2023年9月27日 - 11月15日、TBS） - 天宮颯一郎 役[4]
- 佐原先生と土岐くん（2023年12月1日 - 2024年2月2日、毎日放送） - 藤堂拓也 役[5]
- 素晴らしき哉、先生!（2024年8月18日 - 10月6日、朝日放送テレビ・テレビ朝日） - 洞水蓮 役[6][7]
- 私があなたといる理由〜グアムを訪れた3組の男女の1週間〜（2025年7月2日 - 、テレビ東京） - 三崎陸 役[8]

### TV
- 沼にハマってきいてみた（2021年10月18日、NHK）
- ZIP!（2021年12月9日、日本テレビ）
- サンデージャポン（2023年2月12日、TBS）
- ぽかぽか（フジテレビ）
  - 「箱の中身はなにイケメン？」(2023年6月1日)
  - 「祝37歳!岩井勇気生誕祭」(2023年7月31日)
- TREND CATCHER #60（2023年9月16日、日本テレビ）

### MV
- GReeeeN「流星のカケラ」(2022年)

### ウェブテレビ
- 私たち結婚しました5 (2024年3月15日-、AbemaTV)